# American Soccer League 1925-1926
Il Campionato dell'American Soccer League 1925-26 fu il quinto campionato della lega e il 26º di prima divisione statunitense di calcio.

## Squadre
Dopo un solo campionato i Philadelphia Fleisher Yarn non si riscrivono e vennero sostituiti dai Shawsheen Indians (già campione in campionati dilettantistici regionali e sponsorizzata dalla American Woolen Company).
| Stato         | Squadra               | Città/Area        |
| ------------- | --------------------- | ----------------- |
| Massachusetts | Boston S.C.           | Boston            |
| Massachusetts | N. Bedford Whalers    | New Bedford       |
| Massachusetts | Fall River            | Fall River        |
| Massachusetts | Shawsheen Indians     | Andover           |
| New York      | Brooklyn Wanderers    | Brooklyn-New York |
| New York      | N.Y. Giants           | New York          |
| New York      | N.Y. Indiana Flooring | New York          |
| Rhode Island  | Providence F.C.       | Providence        |
| Rhode Island  | J&P Coats             | Pawtucket         |
| New Jersey    | Newark Skeeters       | Newark            |
| Pennsylvania  | Bethlehem Steel       | Bethlehem         |
| Pennsylvania  | Philadelphia F.C.     | Philadelphia      |

## Campionato

### Classifica finale
|    | Squadra               | G  | V   | N  | P  | GF  | GS  | Pt | Per. |
| -- | --------------------- | -- | --- | -- | -- | --- | --- | -- | ---- |
| 1  | Fall River            | 44 | 30  | 12 | 2  | 143 | 52  | 72 | .819 |
| 2  | N. Bedford Whalers    | 44 | 28  | 5  | 11 | 119 | 70  | 61 | .693 |
| 3  | Boston S.C.           | 42 | 23  | 7  | 13 | 100 | 65  | 53 | .634 |
| 4  | Bethlehem Steel       | 35 | 23  | 6  | 12 | 115 | 58  | 52 | .616 |
| 5  | Providence F.C.       | 39 | 21  | 5  | 13 | 90  | 62  | 47 | .602 |
| 6  | N.Y. Indiana Flooring | 42 | 118 | 6  | 18 | 83  | 81  | 42 | .500 |
| 7  | Brooklyn Wanderers    | 40 | 16  | 7  | 17 | 76  | 71  | 39 | .487 |
| 8  | J&P Coats             | 40 | 15  | 7  | 17 | 76  | 91  | 37 | .474 |
| 9  | N.Y. Giants           | 37 | 13  | 6  | 18 | 76  | 90  | 32 | .432 |
| 10 | Shawsheen Indians     | 44 | 11  | 3  | 30 | 33  | 89  | 25 | .284 |
| 11 | Philadelphia F.C.     | 44 | 8   | 3  | 33 | 41  | 150 | 19 | .215 |
| 12 | Newark Skeeters       | 38 | 5   | 6  | 27 | 30  | 124 | 15 | .202 |

#### Verdetti
Fall River Campione degli Stati Uniti 1925-1926